# Amarelo Titan
Amarelo Titan é uma substância de fórmula molecular C28H19N5Na2O6S4. É um corante triazeno utilizado como marcador e indicador de flurescência em microscopia. Também é utilizado como reagente para detecção de magnésio.  Como um indicador ácido-base, ele muda de amarelo para vermelho entre pH 12 e pH 13.